# Nicola Vizzoni
Nicola Vizzoni, född den 4 november 1973 i Pietrasanta, är en italiensk friidrottare som tävlar i släggkastning.
Vizzoni första seniorfinal var VM 1999 i Sevilla då han slutade på en sjunde plats. Vid Olympiska sommarspelen 2000 slutade han på andra plats efter ett kast på 79,64 slagen bara av Polens Szymon Ziółkowski. 
Vid VM 2001 slutade han fyra trots ett kast på 80,13. Vid både VM 2003 och 2005 samt vid Olympiska sommarspelen 2004 missade han finalen. Han var däremot i final vid EM 2006 i Göteborg där han slutade på en nionde plats med ett kast på 76,55.
Han missade även finalerna vid VM 2007 och vid Olympiska sommarspelen 2008.

## Personliga rekord
- Släggkastning - 80,50 meter